# Lasioderma serricorne
Lasioderma serricorne, comúnmente llamado escarabajo de cigarrillo, escarabajo del cigarro o escarabajo del tabaco, es un insecto parecido físicamente al gorgojo del pan (Stegobium paniceum) y al carcoma de la madera (Anobium punctatum). Las tres especies pertenecen a la familia Ptinidae.
L. serricorne mide alrededor de 2-3 mm y es de color marrón. Puede volar, el adulto puede vivir de 2-6 semanas sin alimentarse. Se diferencia de A. punctatum porque A. punctatum tiene una forma "jorobada" en su tórax. S, paniceum y L. serricorne tiene un aspecto menos jorobado en comparación de A, punctatum, y por lo tanto un poco más difícil de diferenciar. Sin embargo S. paniceum se distingue por tener una "maza" dividida en tres segmentos al final de cada antena, mientras que L. serricorne tiene antenas segmentadas en 11 partes. L. serricorne también tiene perforaciones más leves en la parte que cubre las alas (élitros).
Indicado por su nombre común, el escarabajo del cigarro es una peste para el tabaco, tanto para la presentación de los paquetes de cigarro como también para los almacenados en barriles y fardos, también es una peste menor para el turtó, aceite vegetal, cereales, fruta seca, salvia, harina, y algunos productos animales.

## Ciclo de vida

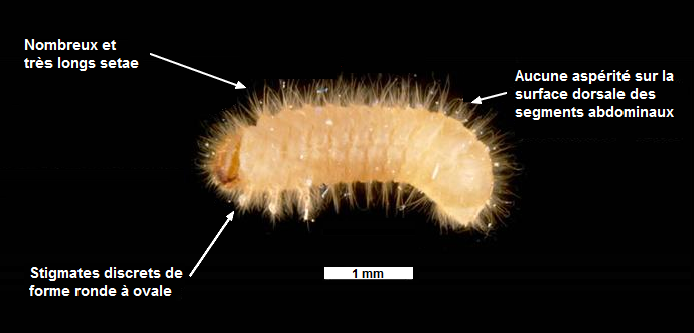
Lasioderma serricorne, larva

La hembra del escarabajo pone unos 100 huevos sueltos en el sustrato para alimentarse, las larvas son activas y se desplazan y perforan el producto mientras se alimentan. El ciclo de vida lleva 26 días a 37 °C y 120 días a 20 °C. L. serricorne no tolera el frío; los adultos mueren en 6 días a 4 °C, y los huevos sobreviven 5 días a temperaturas de 0-5 °C. Las larvas del escarabajo cigarro pueden ser distinguidas con dificultad de los gorgojos de pan, más fácilmente por su cabello largo y una cápsula cefálica oscura.
Los escarabajos llevan una levadura simbiótica, Symbiotaphrina kochii que es transmitida a la siguiente generación de forma superficial en los huevos y se transporta internamente en las larvas y adultos en el micetoma, un órgano especializado que está unido al intestino. Las células de la levadura ayudan a la digestión de alimentos menos nutritivos, proporcionan la vitamina B y esteroles necesarios, y proveen resistencia a ciertas toxinas.

## Infestación

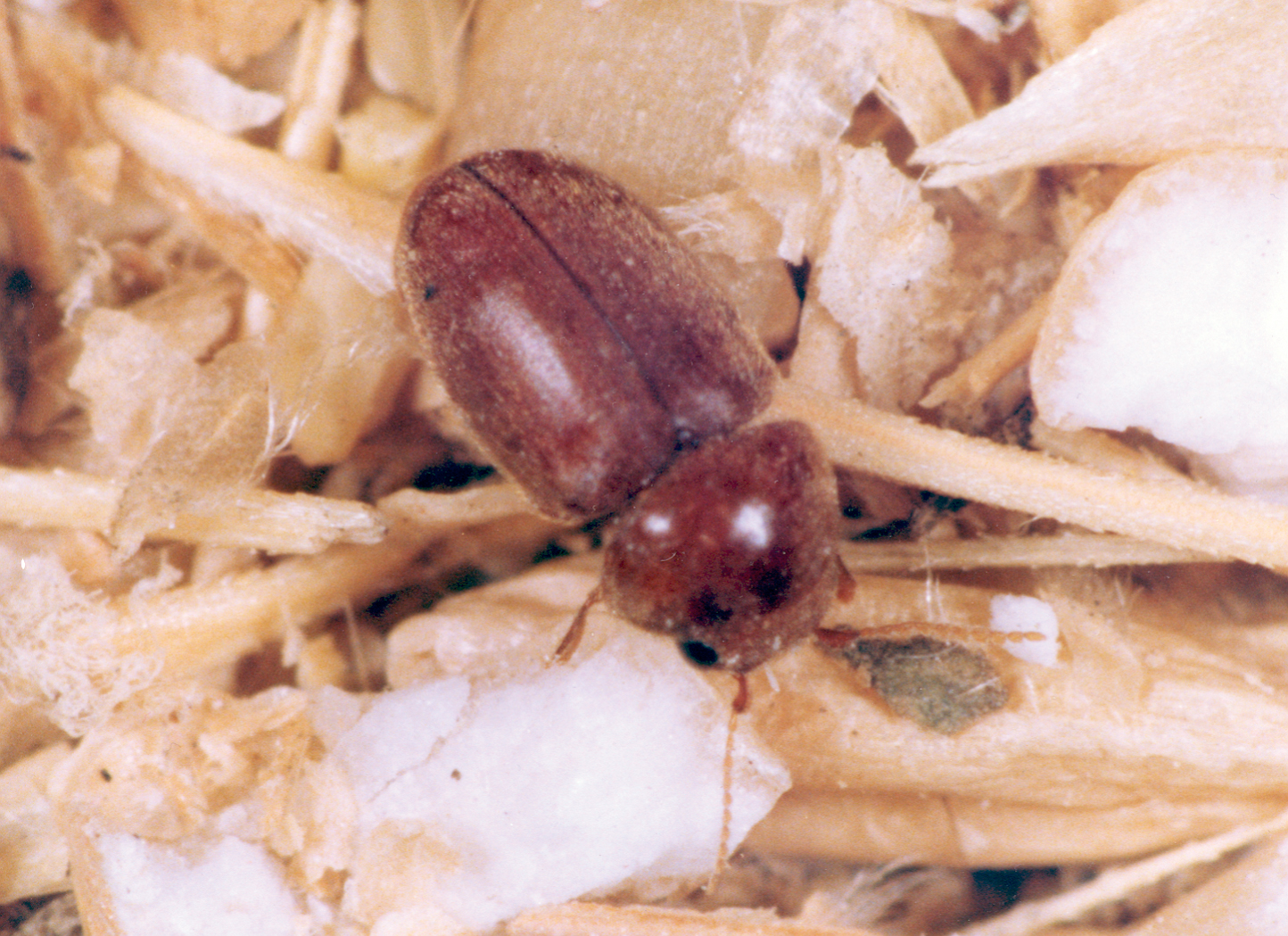
Lasioderma serricorne

El tabaco y sus derivados pueden ser afectados por Lasioderma serricorne y Ephestia elutella (la polilla del tabaco), que son las pestes más extensas y dañinas para la industria del tabaco. La infestación puede afectar tanto a cultivos como a las hojas usadas para la fabricación de puros, cigarrillos, cigarros, etc.

## Control en encuadres industrial/ comerciales

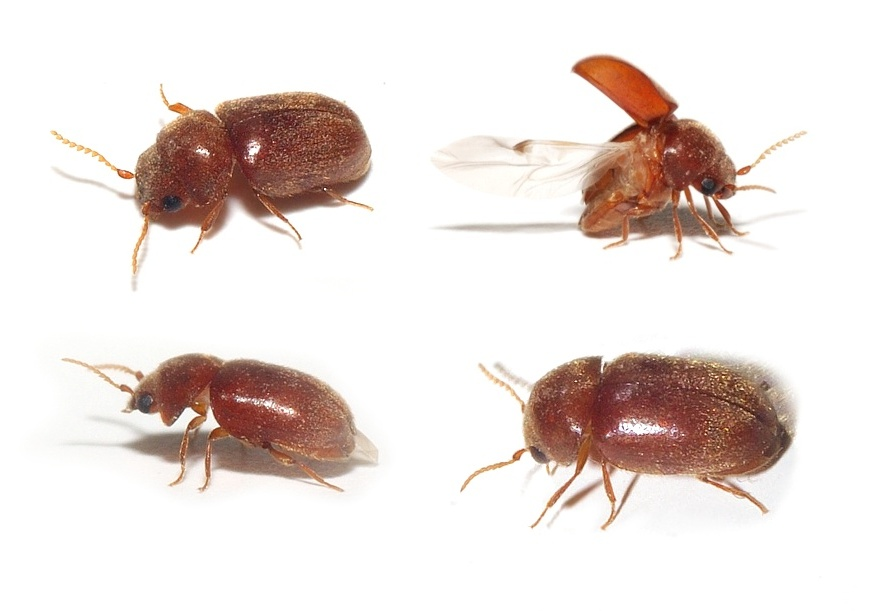
Varias vistas de un espécimen de Lasioderma serricorne

Existen trampas para L. serricorne que contienen feromonas específicas para atraer los escarabajos machos, y que ayudan a monitorear las infestaciones. Los graneles de tabaco infestados que lo almacenan en balas o barriles pueden ser fumigados usando bromuro de metilo o fosfina.
La dosis y tiempo con bromuro de metilo son 20 g/m3 durante 48-72 horas a temperaturas de 7-20 °C. El bromuro de metilo no es recomendado para puros ya que puede producir olores desagradables en el producto.
La dosis y tiempo con fosfina es un gramo de fosfina, equivalente a una tabla de 3 g/m3 durante 5 días a temperaturas de 12-15 °C y 4 días a temperaturas de 16-20 °C y 3 días por encima de 20 °C.
En el caso de infestaciones domésticas, lo preferible es encontrar el producto infestado, eliminarlo y tratar el área circundante con insecticida residual como la cipermetrina para eliminar escarabajos restantes.